# Kirche zur Schmerzhaften Muttergottes (Bagdad)

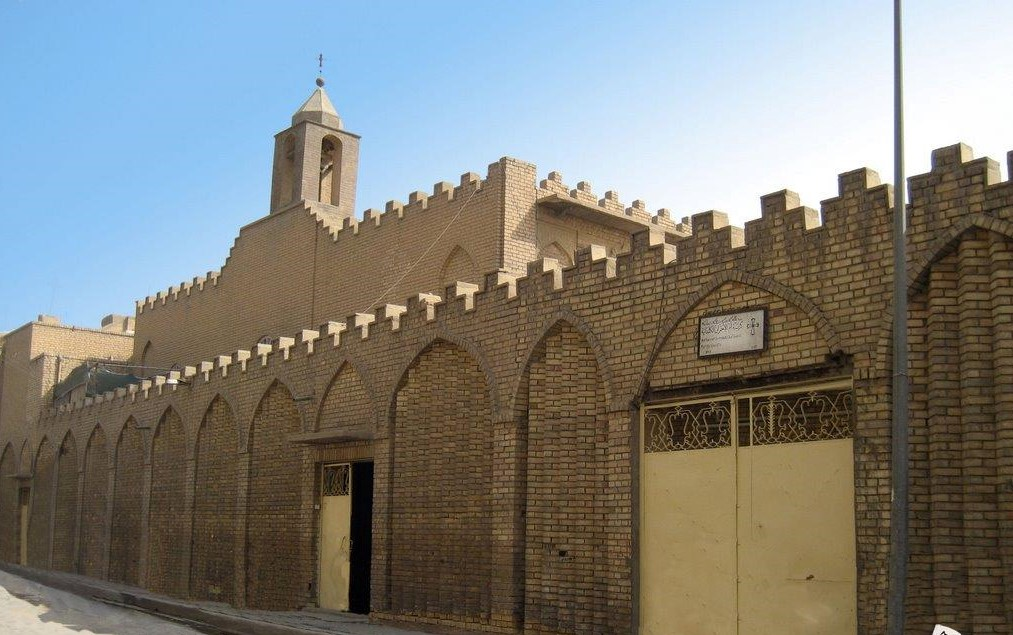
Kirche zur Schmerzhaften Muttergottes

Die Kirche der Mutter Gottes der Schmerzen oder Mater-Dolorosa-Kirche (arabisch كنيسة أم الأحزان, DMG Kanīsat Umm al-Aḥzān ‚Kirche Umm al-Ahzan, Kirche der Schmerzensmutter‘) ist ein Kirchengebäude der Chaldäisch-katholischen Kirche in der irakischen Hauptstadt Bagdad. Sie steht im Viertel Aqd an-Nasara innerhalb des Stadtteils Shorja und wurde als chaldäische Kathedrale Mater Dolorosa von Bagdad 1898 geweiht. Seit 1956 ist jedoch die Chaldäische Kathedrale St. Josef im Stadtteil Karrada Kathedralkirche.

## Standort
Die chaldäisch-katholische Mater-Dolorosa-Kirche steht im ehemaligen Christlichen Viertel Aqd an-Nasara (عقد النصارى) innerhalb des Stadtteils Shorja (الشورجة) von Bagdad rund 100 m südwestlich der alten Lateinischen Kathedrale St. Josef, die an der Südwestseite der Kalifenstraße (شارع الخلفاء) steht, als südliches Nachbargebäude der in der Weihnachtszeit 2018 abgerissenen syrisch-katholischen Kirche Unserer Frau der Unbefleckten Empfängnis an einer Verbindungsgasse zwischen der Kalifenstraße und der ar-Raschid-Straße (شارع الرشيد).

## Geschichte
Die erste chaldäisch-katholische Kirche Umm al-Ahzan (أم الأحزان, Schmerzensmutter, lateinisch Mater Dolorosa) im Bagdader Christlichen Viertel Aqd an-Nasara wurde 1843 fertiggestellt, doch erlitt sie wegen Überflutungen durch den Tigris schon bald schwere Gebäudeschäden. Das Gebäude war aber auch für die wachsende chaldäisch-katholische Gemeinde zu klein. So wurde beschlossen, an selber Stelle eine neue, fünf Meter höhere Kirche zu bauen, die 2000 Gläubige aufnehmen konnte. Hierzu wurde der Fußboden fünf Meter höher gebaut und darunter ein Drainagesystem angelegt. Der chaldäische Patriarch Petros Elya XIV. Abbo Alyonan legte am 17. März 1889 den Grundstein für die neue Kathedrale, doch starb er am 27. Juni 1894 an Typhus. Am 27. November 1898 wurde die neue Mater-Dolorosa-Kathedrale vom neuen Patriarchen Abdisho V. Khayat geweiht. Mitte des 20. Jahrhunderts verließen die meisten Christen den Stadtteil Aqd al-Nasara und ließen sich zu großen Teilen im neuen Stadtviertel Karrada nieder. Das chaldäische Patriarchat von Babylon beschloss, hier eine neue Kathedrale zu errichten, womit 1952 begonnen wurde. 1956 wurde die neue chaldäische Kathedrale St. Josef in Karrada von Patriarch Joseph Ghanima geweiht, womit die Mater-Dolorosa-Kirche diese Funktion abgab. Durch die zunehmenden Gewalttaten gegen Christen ab 2003 verließen immer mehr Christen die Stadt, so dass um das Jahr 2018 nur noch etwa 120 christliche Familien im Stadtviertel Aqd al-Nasara lebten. Deswegen werden in der Mater-Dolorosa-Kirche nur noch wenige Gottesdienste abgehalten. Dennoch wurde die Kirche 2015 unter dem Patriarchen Louis Raphael I Sako restauriert.

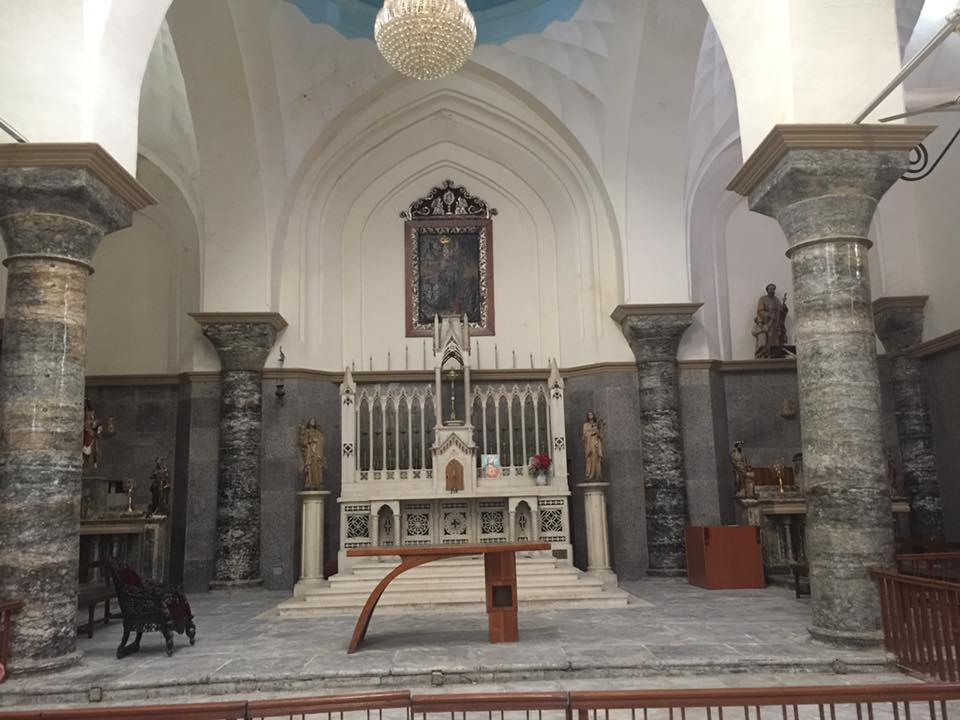
Altarbereich

## Architektur
Die im babylonischen Stil gehaltene chaldäische Kirche Umm al-Ahzan mit ihrem rechteckigen Grundriss besteht aus einem Hauptschiff und zwei Seitenschiffen, die nordwest-südöstlich ausgerichtet sind, wobei das Sanctuarium, das durch einfache Geländer abgetrennt ist, die volle Breite im Südosten einnimmt. Die sehr dicken, aus Terrakotta gemauerten Wände isolieren und halten so die Temperaturen im Sommer kühl und im Winter warm. Sie sind außen mit Reliefs aus Terrakotta geschmückt.

## Verwechslung der Bagdader Kirchen
Obwohl die Kirche Umm al-Ahzan nicht mehr Kathedrale ist, wird sie auf der katholischen Website GCatholic.org noch als Kathedrale des Patriarchats von Babylon der Chaldäer (Patriarchatus Babylonensis Chaldaeorum) und des chaldäisch-katholischen Erzbistums Bagdad (Archidioecesis Bagdadiensis Chaldaeorum) angegeben. Der Standort der Chaldäischen Kathedrale St. Josef, die nunmehr diese Funktion hat, wird dagegen fälschlicherweise als Standort der Lateinischen Josefskathedrale angegeben.
Koordinaten: 33° 20′ 17,5″ N, 44° 23′ 43,3″ O